# Mas de Genessies
El Mas de Genessies és una masia de Vandellòs i l'Hospitalet de l'Infant (Baix Camp) inclosa a l'Inventari del Patrimoni Arquitectònic de Catalunya.

## Descripció
És una gran masia amb un conjunt d'edificis resultants de successives reformes i ampliacions. L'obra antiga és de paredat amb afegitons moderns en maó. En destaca una torre bastida de paredat amb la base atalussada i el material, pedres i argamassa, distribuït en filades. Les cobertes del mas, amb teules, són a dos vessants. L'entorn va ser afectat per un gran incendi que va destruir un gran radi de la superfície boscosa de la contrada.

## Història
El propietari del Mas de "Genexies", Joan Jardí contractà l'any 1584 la construcció d'una torre amb el mestre d'obres Joan Bosch i el seu gendre, de Tivissa, pel preu de 90 lliures i dues faneques de faves. Segons el contracte escrit, l'obra a bastir "ha de ser de quatre cantons de vint-i-quatre pams de cantó a cantó, i dita torre ha de tenir les parets de cinc pams de gros fins a la primera volta... i de la tercera volta en amunt fins al principi dels pilans han de ser parets de dos pams i mig... i han de fer un pont de la casa a la torre cobert de volta d'alçada d'un home amb sos dos portals i més s'han de fer les garites i espitlleres". Es va acabar de construir l'any 1588. Actualment, es conserva molt desfigurada i adossada al mas.
Segons Joaquim de Camps i Arboix, el Mas de Genessies és la seu de la família Jardí des de l'any 1312 i ha restat a la família a través de dinou generacions. Quan Vandellòs es va fer independent, el Mas de Genessies en passà a dependre administrativament. El primer membre conegut del llinatge va ser Domènec Jardí, camperol, habitant de la "vila del castell de Tiviça", que comprà una peça de terra i hi bastí un mas. Successius matrimonis van engrandir la possessió i s'hi edificaren cases. El 1381 Pere Jardí va afegir al seu cognom el toponímic de Genessies, escrit Genexia i després Genexies, fins a arribar a la forma actual. L'arxiu privat de la casa és excepcionalment complet i permet veure'n l'evolució i la història dels seus habitants.